# Bloemfontein
Bloemfontein je mesto v Republiki Južni Afriki, glavno mesto province Svobodna država in tradicionalno eno treh glavnih mest države (poleg Pretorie in Cape Towna; Južna Afrika uradno nima glavnega mesta). V Bloemfonteinu ima sedež sodna oblast, medtem ko je Pretoria administrativno ter Cape Town zakonodajno glavno mesto. Konkretno je v mestu vrhovno prizivno sodišče, ustavno sodišče pa je v Johannesburgu.
Vrtnice so zaradi svoje pogostosti simbol mesta, ime Bloemfontein pomeni »vodnjak cvetja« oz. »cvetoči vodnjak«. Drug simbol je gepard, Mangaung, ki označuje to območje, v lokalnem domorodnem jeziku sotščini namreč pomeni »kraj gepardov«.
Z nekaj manj kot pol milijona prebivalcev (po popisu leta 2011) je deveto največje mesto v Južni Afriki, v mestni občini pa živi tričetrt milijona ljudi. V mnogih pogledih še vedno predstavlja tipično mesto iz obdobja apartheida, z ostro ločnico med belskimi in črnskimi predeli, ki se v zadnjih desetletjih le počasi briše.

## Zgodovina
Mesto je bilo uradno ustanovljeno leta 1846 kot utrdba, po tem, ko je ozemlje odkupil britanski general Henry Douglas Warden od burskega posestnika. V obdobju britanske vladavine (1848–1854) je postalo administrativno središče in ta položaj obdržalo tudi po razglasitvi Svobodne države Oranje. Odkritje bogatih nahajališč rude v Transvaalu, v manjši meri pa tudi v neposredni okolici Bloemfonteina, je sprožilo hiter gospodarski razvoj mesta. Leta 1890 je bila zgrajena železniška povezava do Cape Towna.
Razvoj je pritegnil veliko število priseljencev s podeželja, ki na začetku za razliko od drugih mest niso bili podvrženi posebni zakonski obravnavi za ne-belce. Striktna segregacija se je pričela konec 19. stoletja z vzpostavitvijo črnskega predela Waaihoek in kasneje Kafferfontein, kjer so se smeli naseljevati »črnci« (ta izraz je vključeval temnopolte, mulate, Indijce in druge ne-bele ljudi). Priseljevanje je še pospešila druga burska vojna, med katero so se prebivalci podeželja množično zatekali v razmeroma varno mestno okolje.
Med vojno so Britanci tu vzpostavili taborišče, kamor so zaprli več kot 20.000 žensk in otrok. Ob osamosvojitvi izpod Združenega kraljestva in ustanovitvi federacije leta 1910 je Bloemfontein postal sodno glavno mesto. Položaj črncev, posebej žensk, pa je ostal težak, kar je leta 1913 sprožilo znamenit upor žensk, ki je pomenil začetek političnega organiziranja in posredno izboljšanja položaja temnopoltih Južnoafričank.

## Geografija in podnebje
Bloemfontein je v osrednji Južni Afriki na južnem robu gorovja Highveld na nadmorski višini 1400 metrov in meji na polsušno območje Karu. Območje je večinoma ravno z občasnimi hribi (koppies v afrikanščini), vegetacija pa je splošna vegetacija travnatih predelov Highvelda.
Bloemfontein ima hladno polsušno podnebje (Köppen BSk) z vročimi poletnimi dnevi in hladnimi, suhimi zimami z ledenimi nočmi. Padavine običajno pridejo v poletnih mesecih, pogosto v obliki dramatičnih, a kratkotrajnih popoldanskih/večernih neviht, ki služijo kot začasno olajšanje pred vročino. Mesto je pozimi običajno suho in prašno z ledenimi nočmi in večinoma milimi, sončnimi dnevi. Zmrzal je zelo pogosta, sneg pa redek. Sneženje je bilo zabeleženo avgusta 2006, sneženje na letališču pa se je ponovilo 26. julija 2007. Še avgusta 2020 in julija 2021 je po mestu zapadlo zelo malo snega, močnejše sneženje pa je bilo 4. junija 2024. Poleg tega višinska lega mesta omogoča izjemne dnevne temperature približno 15–20 °C.

## Gospodarstvo
Zasebni sektor v glavnem poganja gospodarstvo Bloemfonteina. Delež Bloemfonteina v nacionalnem BDP, zaposlenosti in prebivalstvu je najnižji med referenčno skupino južnoafriških in južnoafriških mest, tik za mestom Port Elizabeth. Delež mesta v nacionalnem BDP znaša 1,73 %, delež nacionalne zaposlenosti pa 1,86 %, delež nacionalnega prebivalstva pa 1,67 %. Rast BDP Bloemfonteina, ki je leta 2015 znašala 0,57 %, je bila v spodnji polovici referenčne skupine mest. Tako kot v drugih večjih mestih v Južni Afriki se je tudi rast BDP Bloemfonteina v zadnjih letih počasi zmanjševala.

### Festival vrtnic
Vsako leto Bloemfontein, »mesto vrtnic«, oktobra praznuje »Festival vrtnic Bloemfontein«, znan tudi kot »Festival vrtnic Mangaung« – hladen mesec, v katerem vrtnice v Svobodni državi najbolje cvetijo. Večina dogodkov se odvija na obali jezera Loch Logan v Bloemfonteinu. Festival privablja ljubitelje vrtnic z vse Južne Afrike in sveta, da sodelujejo in doživijo to veliko razstavo vrtnic ter druge lokalne dogodke in znamenitosti. Festival je Bloemfontein spremenil v priljubljeno turistično destinacijo, ki jo vsako leto obiščejo tisoči ljudi.

### Muzeji
V Bloemfonteinu je več muzejev.
- Anglo-burski vojni muzej
- Nacionalni afriški literarni muzej in raziskovalni center
- Umetnostni muzej Oliewenhuis
- Južnoafriški muzej oklepa
- Muzej sesotske literature

### Verski objekti
Bloemfontein ima veliko in raznoliko krščansko prebivalstvo. V mestu je več cerkva in denominacij:
- Je sedež anglikanske škofije Svobodne države
- Afrikanska baptistična cerkev (afrikansko Afrikaanse Baptiste Kerk)
- Nizozemska reformirana cerkev (afrikansko Nederduitse Gereformeerde Kerk)
- Stolnica Presvetega Srca v Bloemfonteinu je sedež rimskokatoliške nadškofije Bloemfontein
- Adventistična cerkev sedmega dne, sedež v južni Afriki.
- Krščanska cerkev preporoda.[10]
- Mednarodna cerkev New Covenant Ministries je imela cerkev z imenom Fountainhead, ki jo je vodil Chris Gerber. Bila je novozavezna cerkev, znana kot Fountainhead Church International. Kasneje se je ta cerkev združila z Doxa Deo Bloemfontein, kar je zdaj ime združene cerkve.

Mesto ima tudi veliko judovsko prebivalstvo, ustanovljeno sredi 19. stoletja.